# Бачо, Петер
Пе́тер Ба́чо (венг. Bacsó Péter; 6 января 1928, Кошице, Чехословакия, ныне Словакия — 11 марта 2009, Будапешт, Венгрия) — венгерский кинорежиссёр, сценарист, продюсер и педагог. Сын писательницы Бориш Палотаи.

## Биография
Учился на философском факультете Будапештского университета. В 1950 году окончил Академию театра и кино в Будапеште, где его наставником был Геза Радваньи. Был сценаристом, сотрудничавшим с режиссёрами Зольтаном Варконьи, Мартоном Келети, Кароем Макком, Золтаном Фабри, Имре Фехером, Феликсом Мариашши. В 1964 году дебютировал в режиссуре («Летом просто»). Обращался к различным жанрам: сатире, бытовой драме, мьюзиклу, детективу. Выступал сценаристом своих картин. Автор абсурдистской дилогии «Свидетель»—«Снова свидетель». Наряду с режиссурой занимался организацией и руководством кинопроизводства. С начала 1960-х годов — заместитель художественного руководителя студии «Диалог», а с 1982 года — её руководитель. Преподавал в своей альма-матер.
Похоронен на кладбище Фаркашрети.

## Избранная фильмография

### Режиссёр
- 1963 — Летом просто / Nyáron egyszerü
- 1965 — Влюблённые велосипедисты / Szerelmes biciklisták
- 1967 — Лето в горах / Nyár a hegyen
- 1968 — Выстрел в голову / Fejlövés
- 1969 — Свидетель / A tanú
- 1970 — Прорыв / Kitörés
- 1972 — Настоящее время / Jelenidö
- 1972 — Кипяток на лысину / Forró vizet a kopaszra!
- 1973 — Третья попытка / Harmadik nekifutás
- 1974 — Пылкие девушки / Szikrázó lányok
- 1975 — Не тронь мою бороду! / Ereszd el a szakállamat!
- 1976 — Рояль в воздухе / Zongora a levegöben
- 1977 — Тревожный сигнал / Riasztólövés (в советском прокате «Сигнальный выстрел»)
- 1978 —  / A nem várt vendég (ТВ)
- 1978 — Удар током / Áramütés
- 1980 — Кто говорит здесь о любви? / Ki beszél itt szerelemröl
- 1980 — Швед, пропавший без вести / Der Mann, der sich in Luft auflöste (Венгрия—ФРГ—Швеция)
- 1981 — Позавчера / Tegnapelött
- 1982 — Обида / Sértés (первоначально  ТВ)
- 1983 — Ты, проклятая жизнь / Te rongyos élet
- 1985 — Который час, господин Будильник? / Hány az óra, Vekker úr? (с Тамашем Тольмаром)
- 1986 — Вальс на банановой кожуре / Banánhéjkeringö
- 1988 — Титания, Титания, или Ночь дублеров / Titánia, Titánia, avagy a dublörök éjszakája
- 1991 — Невеста Сталина / Sztálin menyasszonya
- 1992 — Живой эфир / Live Show
- 1993 — До свидания, вчера / Do widzenia wczoraj
- 1994 — Маленький Ромулус / Romulusz (ТВ-сериал)
- 1995 — Вновь свидетель / Megint tanú
- 1997 — Простаки и бандиты / Balekok és banditák
- 1997 — Хелло, Доки! / Hello, Doki (ТВ-сериал)
- 2001 — Тлеющая сигарета[5] / Hamvadó cigarettavég
- 2006 — Кто такие сестры Лумницер? / De kik azok a Lumnitzer növérek?
- 2008 — Почти девственница / Majdnem szüz

### Сценарист
- 1949 — Сабо / Szabóné
- 1951 — Западная зона / Nyugati övezet (с Зольтаном Варконьи)
- 1953 — Юное сердце / Ifjú szívvel
- 1954 — Выше голову! / Fel a fejjel
- 1954 — Рождение Меньхерта Шимона / Simon Menyhért születése
- 1956 — Сказка о 12 очках / Mese a 12 találatról (с Иштваном Бекеффи, Имре Енеи и Петером Сасом)
- 1958 — Анна Эйдеш / Édes Anna (с Золтаном Фабри)
- 1959 — Пешком в рай / Gyalog a mennyországba
- 1960 — Катастрофа / Merénylet
- 1960 — По газонам ходить разрешается / Füre lépni szabad (с Петером Сасом)
- 1961 — Военная музыка / Katonazene (с Дьёрдем Хинчем и Эндре Мартоном)
- 1963 — Два тайма в аду / Két félidö a pokolban
- 1963 — Летом просто / Nyáron egyszerü
- 1965 — Влюблённые велосипедисты / Szerelmes biciklisták
- 1967 — Лето в горах / Nyár a hegyen
- 1968 — Выстрел в голову / Fejlövés
- 1969 — Свидетель / A tanú
- 1970 — Любовь / Szerelem
- 1970 — Прорыв / Kitörés
- 1972 — Настоящее время / Jelenidö
- 1972 — Кипяток на лысину / Forró vizet a kopaszra!
- 1973 — Третья попытка / Harmadik nekifutás
- 1974 — Пылкие девушки / Szikrázó lányok
- 1975 — Не тронь мою бороду! / Ereszd el a szakállamat!
- 1976 — Рояль в воздухе / Zongora a levegöben
- 1977 — Тревожный сигнал / Riasztólövés
- 1977 — Высоконравственная ночь / Egy erkölcsös éjszaka (с Иштваном Эркенем и Шандором Хуньяди)
- 1978 —  / A nem várt vendég (ТВ)
- 1978 — Удар током / Áramütés
- 1980 — Кто говорит здесь о любви? / Ki beszél itt szerelemröl
- 1980 — Швед, пропавший без вести / Der Mann, der sich in Luft auflöste
- 1981 — Позавчера / Tegnapelött
- 1982 — Обида / Sértés (по рассказам Василия Шукшина)
- 1983 — Ты, проклятая жизнь / Te rongyos élet
- 1985 — Который час, господин Будильник? / Hány az óra, Vekker úr?
- 1986 — Вальс на банановой кожуре / Banánhéjkeringö
- 1988 — Титания, Титания, или Ночь дублеров / Titánia, Titánia, avagy a dublörök éjszakája
- 1991 — Невеста Сталина / Sztálin menyasszonya (по повести Владимира Тендрякова)
- 1992 — Живой эфир / Live Show
- 1993 — До свидания, вчера / Do widzenia wczoraj
- 1995 — Вновь свидетель / Megint tanú
- 1997 — Простаки и бандиты / Balekok és banditák
- 2001 — Тлеющая сигарета / Hamvadó cigarettavég
- 2006 — Кто такие сестры Лумницер? / De kik azok a Lumnitzer növérek?
- 2008 — Почти девственница / Majdnem szüz

### Продюсер
- 1984 — Влюблённая Лили / Lily in Love
- 1990 — Венгерский реквием / Magyar rekviem

## Награды
- 1968 — приз «Серебряная раковина» кинофестиваля в Сан-Себастьяне («Лето в горах»)
- 1968 — приз кинофестиваля в Сан-Себастьяне («Лето в горах»)
- 1968 — Премия имени Балажа
- 1972 — приз «Серебряный леопард» кинофестиваля в Локарно («Настоящее время»)
- 1972 — приз ФИПРЕССИ кинофестиваля в Локарно («Настоящее время»)
- 1972 — Заслуженный артист ВНР
- 1974 — Гран-при кинофестиваля в Сан-Ремо («Третья попытка»)
- 1983 — Народный артист ВНР
- 1985 — Гран-при кинофестиваля в Страсбурге («Ты, проклятая жизнь!»)
- 1985 — Премия имени Кошута

## Сочинения
- Jelenidő három filmregény. — Bdpst, 1975.
- A. Tanú. — Bdpst, 1980.